# Мачо и ботан (франшиза)
«Ма́чо и бота́н» (англ. Jump Street — «Джамп стрит») — американская комедийная франшиза, которая началась с 1987 года. Франшиза затрагивает жизнь программы «Джамп-стрит», подразделения тайной полиции, в которой молодо выглядящие детективы проникают в образовательные организации, и втираясь в доверие к несовершеннолетним, расследуют преступления, связанные с наркоторговлей.

## Фильмы

### Мачо и ботан(2012)
Комедийный боевик режиссеров Фила Лорда и Криса Миллера по мотивам телесериала «Джамп-стрит, 21» вышел 12 марта 2012 года. Мортон Шмидт и Грег Дженко — молодые полицейские, которые были на «разных ступенях школьной иерархии». Хотя они и были врагами в школе, в полицейской академии они становятся лучшими друзьями. Они ничего не могут сделать правильно, поэтому их записывают в программу «Джамп-Стрит, 21», которую ранее решили закрыть, но она была восстановлена.

### Мачо и ботан 2(2014)
Продолжение вышло 5 июня 2014 года. Офицерам — Шмидту и Дженко — теперь предстоит работать под прикрытием в местном колледже. Однако, когда Дженко встречает родственную душу в футбольной команде, а Шмидт проникает в богемную среду, их товарищество ставится под сомнение.

## Телесериалы

### Джамп-стрит, 21
«Джамп-стрит, 21» — телевизионный сериал, посвященный процессуальной преступности в американской полиции, который транслировался на телеканале Fox с 12 апреля 1987 года по 27 апреля 1991 года, в общей сложности было отснято и показано 103 эпизода.

### Букер
«Букер» — американско-криминальный сериал с участием Ричарда Греко, который транслировался на Fox Network с 24 сентября 1989 года по 6 мая 1990 года. Сериал является спин-оффом сериала «Джамп-стрит, 21».

## Анонсированные фильмы

### Безымянный женский спин-офф
В начале 2015 года планировалось снять женский вариант «Мачо и ботан». Но статус этого фильма до сих пор остается неясным. В декабре 2016 года Родни Ротман был объявлен режиссером и сценаристом фильма. Ротман возвращается к франшизе после совместного написания «Мачо и ботана» и «ЛВЧ 23».
К декабрю 2018 года Тиффани Хэддиш и Нора «Аквафина» Лум в начале переговоров исполнили в фильме полицейских под прикрытием, выдавая себя за учителя средней школы и ее дочь соответственно. Фил Лорд и Крис Миллер вернулись к франшизе в качестве продюсеров.

## Отмененные фильмы

### Люди в чёрном / Мачо и ботан — кроссовер
10 декабря 2014 года выяснилось, что Sony планировала кроссовер между «Людьми в черном» и «Мачо и ботаном». Новость просочилась после того, как Sony Pictures Entertainment был взломан, а затем была подтверждена режиссерами фильмов «Мачо и ботан» — Филом Лордом и Крисом Миллером во время интервью об этом. Джеймс Бобин был объявлен режиссером в 2016 году. В январе 2019 года стало известно, что проект больше не находится в разработке.

## Актерский состав
| Персонажи          | Телесериалы        | Телесериалы  | Фильмы              | Фильмы         |
| Персонажи          | Джамп-стрит, 21    | Букер        | Мачо и ботан        | Мачо и ботан 2 |
| Персонажи          | 1987-1991          | 1989-1990    | 2012                | 2014           |
| ------------------ | ------------------ | ------------ | ------------------- | -------------- |
| Том Хэнсон         | Джонни Депп        |              | Джонни ДеппC        |                |
| Даг Пенхолл        | Питер Делуиз       |              | Питер ДелуизC       |                |
| Джудит Хоффс       | Холли Робинсон-Пит |              | Холли Робинсон-ПитC |                |
| Деннис Букер       | Ричард Греко       | Ричард Греко |                     | Ричард ГрекоC  |
| Гарри Айоки        | Дастин Нгуен       |              |                     | Дастин НгуенC  |
| Мортон Шмидт Ботан |                    |              | Джона Хилл          | Джона Хилл     |
| Грег Дженко Мачо   |                    |              | Ченнинг Татум       | Ченнинг Татум  |
| Капитан Диксон     |                    |              | Айс Кьюб            | Айс Кьюб       |
| Миссис Диксон      |                    |              |                     | Куин Латифа    |
| Мистер Уолтерс     |                    |              | Роб Риггл           | Роб Риггл      |
| Эрик Молсон        |                    |              | Дэйв Франко         | Дэйв Франко    |

## Релиз

### Кассовые сборы
| Фильм          | Дата выхода   | Дата выхода    | Сборы        | Сборы         | Сборы        | Бюджет       | Ссылка |
| Фильм          | Мир           | Россия         | США          | Другие страны | Весь мир     | Бюджет       | Ссылка |
| -------------- | ------------- | -------------- | ------------ | ------------- | ------------ | ------------ | ------ |
| Мачо и ботан   | 12 марта 2012 | 12 апреля 2012 | $138 447 667 | $63 137 661   | $201 585 328 | $42 000 000  | [ 16 ] |
| Мачо и ботан 2 | 5 июня 2014   | 3 июля 2014    | $191 719 337 | $139 614 539  | $331 333 876 | $65 000 000  | [ 17 ] |
| Всего          | Всего         | Всего          | $330 167 004 | $202 752 200  | $532 919 204 | $107 000 000 | —      |

### Критика и отзывы
| Фильм          | Rotten Tomatoes     | Metacritic       | CinemaScore |
| -------------- | ------------------- | ---------------- | ----------- |
| Мачо и ботан   | 85 % (220 рецензий) | 69 (41 рецензия) | B           |
| Мачо и ботан 2 | 84 % (218 рецензий) | 71 (46 рецензии) | A−          |